# St. Petersburg
St. Petersburg (teljes nevén: Saint Petersburg, becenevén: St. Pete) város Florida nyugati partján, az Egyesült Államokban. Lakossága a 2013-as népszámlálás alapján közel 250 ezer fő volt, ezzel az állam 4. legnépesebb települése.
A város a Mexikói-öbölbe mélyen benyúló félszigeten fekszik, s a nyílt öböltől kisebb szigetek, félszigetek választják el. A kikötőváros jelentős kulturális és gazdasági központ.
A várost egykori farmja helyén John William alapította a 19. század vége felé. Miután felhagyott a földműveléssel, a várostervezés foglalkoztatta. Az orosz nemessel, Peter Demensszel együtt hozták le az új településig az Orange Belt Railroad vasútvonalat. A legenda szerint pénzérme feldobásával döntötték el, ki adjon nevet a városnak, s miután Demens nyert, szülőhelyéről nevezte el a települést.

## Látnivalók
Számos érdekességeket tartogat a látogatók számára. Ilyen például a delfin show, a London Wax Museum, a Historical Museum, Fine Art Museum, Salvador Dali Museum. A Sunken Gardens-ben madár és trópusi növény bemutatót tartanak, s a Bush Garden trópusi állat és növényvilágát kis magasvasútról lehet megtekinteni.
St. Petersburgot a Dél vitorlásvárosa néven is szokták emlegetni. Rengeteg vitorlás- és regattafelvonulást, versenyt tartanak itt minden évben.
Az öbölrendszer egykor a spanyolok figyelmét is felkeltette, s a kalózoknak is kedvelt kikötőhelye volt. Erre emlékezve minden évben egy karnevált rendeznek, ahol is a tengeri rablók meglepik a farsangolókat.
- Dalí Museum (Dalí munkáiból rendezett kiállítás)
- Museum of Fine Arts (Francia impresszionisták alkotásairól ismert Szépművészeti múzeum, továbbá prekolumbián és távol-keleti műtárgyak)
- St. Petersburg Museum of History (Történelmi múzeum)
- Great Explorations (Gyerekek részére kialakítva)
- Florida International Museum (A világ minden tájáról érkező vándorkiállítások anyaga)
- Florida Holocaust Museum
- Florida Craftsmen Gallery
- American Stage
- Palladium Community Theater
- Parkok (Sunken Gardens, Boyd Nill Nature Trail, Bush Garden, Fort DeSoto, Kopsick Palm Arboretum)

## Híres szülöttei
- Mindi Abair (1969–), zenész
- Lorna Bracewell (1984–), zenész
- Johnny Brown (1937–2022), színész
- Lin Carter (1930–1988), író
- Danielle Collins (1993–), teniszezőnő
- Buster Cooper (1929–2016), zenész
- Tee Corinne (1943–2006), író
- Terrence McNally (1938–2020), író
- Betsy Nagelsen (1956–), teniszezőnő
- Nate Najar (1981–) gitárjátékos, dzsesszzenész
- Dawn Olivieri (1981–), színésznő
- Monica Raymund (1986–), színésznő
- Idrees Sulieman (1923–2002), zenész